# Liste der Baudenkmäler in Tholey
In der Liste der Baudenkmäler in Tholey sind alle Baudenkmäler der saarländischen Gemeinde Tholey nach ihren Ortsteilen aufgelistet. Grundlage ist die Veröffentlichung der Landesdenkmalliste im Amtsblatt des Saarlandes vom 22. Dezember 2004 und die aktuelle Teildenkmalliste des Landkreises St. Wendel in der Fassung vom 9. August 2017.

## Bergweiler
| Lage                  | Bezeichnung                       | Beschreibung | Bild |
| --------------------- | --------------------------------- | --- | ---- |
| Am Dorfbrunnen 2 Lage | Bauernhaus                        | Erbaut im ersten Viertel des 18. Jahrhunderts |      |
| Blasiusberg Lage      | Blasiuskapelle                    | Nachdem die spätmittelalterliche Kapelle abgebrannt war, wurde sie 1716 in der heutigen Form wieder aufgebaut. Barockes Portal mit Ädikula und Figurennische, darüber Okulus. Auf dem Satteldach sitzt ein Dachreiter. Der kleine Saalbau schließt mit einem vierseitigen spitz zulaufenden Chor ab. Zur Ausstattung gehören drei Altäre des Bauernbarock. |      |
| Hasborner Straße Lage | Erasmuskapelle, Wallfahrtskapelle | Der kleine Saalbau wurde 1784 erbaut und 1972 erweitert. Die Kapelle mit Satteldach schließt mit einem dreiseitigen Chor ab. Über dem schlichten Eingangsportal mit Figurennische sitzt ein Giebelreiter. Die Tür wird von zwei Okuli flankiert. |      |

## Hasborn-Dautweiler
| Lage             | Bezeichnung                                 | Beschreibung | Bild |
| ---------------- | ------------------------------------------- | --- | ---- |
| Römerstraße Lage | Gedenkstätte Nikolaus Warken, gen. Eckstein | Denkmal aus „schwarzem Granit“ mit Relieftafel aus Sandstein für den Arbeiterführer und Gewerkschaftspionier Nikolaus Warken. Aufgestellt 1921. |      |
| Postweg Lage     | Barockes Friedhofskreuz                     | Errichtet im 1770 |      |
| Postweg Lage     | Schule, um 1910 (Einzeldenkmal)             | Das Gebäude wurde um 1910 als Schule erbaut und später als Rathaus benutzt. Das l-förmige Gebäude besteht aus einem traufständigen Gebäudeteil mit Krüppelwalmdach und einem giebelständigen mit Walmdach. Im Zentrum des Gebäudes steht das Eingangsportal mit Schweifgiebel und turmartigem Aufbau mit glockengeschweifter Haube. Das hohe Sockelgeschoss und die Hälfte des Geschosses sind rustiziert. Man betritt das ehemalige Schulhaus über eine Doppelflügeltür mit rechteckigem Oberlicht. |      |
| Saarstraße Lage  | Kath. Kirche St. Bartholomäus               | St. Bartholomäus wurde 1902/03 im neugotischen Stil nach den Plänen von Ernst Brand erbaut und 1966 bis 1972 nach Entwürfen von Rudolf Krüger erweitert. Dabei wurde die alte Apsis abgerissen und ein breites Querhaus errichtet. Das Langschiff mit fünf Jochen wird von zwei Seitenschiffen flankiert. Das Hauptportalbefindet sich im schlanken Nordturm. Eine Umfangreiche Innenrenovierung mit Neuausmalung des alten Kirchenschiffes fand 2019 statt.                                         |      |

## Scheuern
| Lage                    | Bezeichnung                                                                               | Beschreibung | Bild |
| ----------------------- | ----------------------------------------------------------------------------------------- | --- | ---- |
| Rat-Tressel-Straße Lage | Kath. Kirche St. Katharina, 1912–14 von Ludwig Becker und Anton Falkowski (Einzeldenkmal) | Die Katharinenkirche wurde von 1912 bis 1914 nach Entwürfen der Architekten Ludwig Becker und Anton Falkowski im neobarocken Stil erbaut. Das Langhaus schließt mit einem Querhaus und einem Rechteckchor mit Halbkuppel. Ein prächtig ausgemalter Triumphbogen schmückt den Eingang zum Chor. Tonnengewölbe überspannen Mittel- und Seitenschiffe. Rundbögen auf rechteckigen Säulen trennen die Schiffe. |      |

## Sotzweiler
| Lage                     | Bezeichnung                | Beschreibung | Bild |
| ------------------------ | -------------------------- | --- | ---- |
| Außerhalb der Ortslage   | Grabstein                  | Um 1815 errichtet |      |
| Lebacher Straße Lage     | Kath. Kirche St. Mauritius | St. Mauritius wurde 1913 nach Entwürfen von Wilhelm Hector im neugotischen Stil errichtet. Dem Westportal ist eine kleine Halle mit Eingangsportal mit Spitzbogen und Dreiecksgiebel vorgelagert. Neben dieser steht der Turm über quadratischem Grundriss mit steilem Zeltdach. Auf der anderen Seite des Giebels ist ein kleiner oktogonaler Turm angesetzt. Dem Langhaus schließt sich ein Querhaus an sowie ein Chor mit fünfseitigem Schluss. Mittel- und Seitenschiffe sind durch Spitzbögen auf Rundsäulen getrennt und von Kreuzrippengewölben überspannt. |      |
| Lebacher Straße          | Wegekreuz                  | Um 1850 errichtet. |      |
| Zum Schaumbergkreuz Lage | Schaumbergkreuz            | Das Schaumbergkreuz ist ein Gefallenendenkmal in Form eines Kruzifix aus Sandstein auf einem gestuften Podest mit hohem Sockel. Es wurde 1930 errichtet und war ursprünglich Teil des alten Schaumbergturms. Bei dessen Abriss sollte das Kreuz zerstört werden, es wurde jedoch vor dem Abriss bewahrt und an anderer Stelle in einer kleinen Ehrenanlage neu aufgestellt. |      |

## Theley
| Lage                        | Bezeichnung                                     | Beschreibung | Bild |
| --------------------------- | ----------------------------------------------- | --- | ---- |
| Hofgut Imsbach Lage         | Grabkapelle, 1. Viertel 20. Jh. (Einzeldenkmal) | Die säkularisierte Grabkapelle des Hofgutes Imsbach liegt außerhalb des Hofgutes auf einem kleinen Hügel im Südwesten. Das Gebäude wurde um 1904 erbaut. Dem kleinen Saalbau ist ein Söller vorgelagert über dem ein Okulus sitzt. Der einachsige Saalbau wird von einem Chor mit dreiseitigem Schluss abgeschlossen. Die Wände sind im unteren Bereich mit einer Holztäfelung verkleidet. Auf dem Dach sitzt über der Giebelseite ein Dachreiter. In der Gruft unter dem Chor sind drei Särge mit den sterblichen Überresten der Familie Lapointe aufgebahrt. Neben der Kapelle steht der Grabobelisk von Charles Louis Narcisse Lapointe, der ursprünglich auf dem Theleyer Friedhof stand. Nach dem Umbettung in die Gruft wurde der Obelisk hier aufgestellt. |      |
| Hofgut Imsbach Lage         | Hofgut Imsbach                                  | Das Hofgut existiert bereits seit dem Hochmittelalter und wurde im 17. und 18. Jahrhundert ausgebaut. Das heutige Hofhaus geht auf den Wiederaufbau um 1715 zurück, der von dem lothringischen Amtmann Gaspard Le Payenbautes durchgeführt wurde. 1793 wurde es von den Napoleonischen Truppen konfisziert. Sein heutiges Aussehen verdankt das Hofgut im Wesentlichen dem französischen Reiteroberst Charles Louis Narcisse Lapointe, dem Napoleon Bonaparte das Anwesen im Jahr 1812 für seine militärischen Verdienste schenkte. Lapointe baute um 1810 ein neues, schlossartiges Wohnhaus und legte einen Landschaftspark an. In den Jahren 1953 bis 1965 wurde das Hofgut als Justizvollzugsanstalt genutzt. Nach wechselnden Besitzern wurde das Hofgut ab 1987 zu einem saarländischen Ökologiezentrum mit Hotel umgebaut. Man betritt den Vierseithof über einen langgezogenen Torbau mit Rundtor auf der Westseite. Im Norden und Osten sind Wirtschaftsgebäude, die durch einen Mauer verbunden sind. In der nordöstlichen Ecke quadratischer Wehrturm. Das Herrenhaus mit Walmdach und zentralem Dachreiter liegt auf der Südseite. Das dreigeschossige Sandsteingebäude besitzt auf der Hofseite fünf Achsen, zur Gartenseite vier Achsen. |      |
| Leitzweilerstraße 27 Lage   | Wegekreuz                                       | Errichtet im 19. Jahrhundert |      |
| Primstalstraße              | Wegekreuz                                       | Das einfache Wegekreuz aus dem 19. Jahrhundert wurde aus Sandstein gefertigt. Auf einem dreieckigen Sockel mit Inschrift „Victor Rex Miserere“ steht ein Kruzifix mit geschweiftem Fuß. |      |
| Tholeyer Straße Lage        | Kath. Kirche St. Peter                          | St. Peter wurde in den Jahren 1890 bis 1892 nach Entwürfen von Wilhelm Hector im neogotischen Stil als Saalkirche errichtet. 1965 wurden die Seitenschiffe angebaut. Dem Langhaus vorangestellt ist ein quadratischer Turm mit oktogonalem Aufsatz und Spitzhelm. Kreuzgewölbe überspannen Mittel- und Seitenschiffe, die durch Spitzbögen auf Rundsäulen getrennt sind. Die Ausstattung stammt überwiegend aus dem 18. Jahrhundert. Die Decken sind mit floralen Mustern ausgemalt. |      |
| Zur Johann-Adams-Mühle Lage | Johann-Adams-Mühle (Einzeldenkmal)              | Die Johann-Adams-Mühle ist eines der letzten erhaltenen Mühlenanwesen im Saarland mit einer mittelalterlichen Mahlstube. Ihre erste Erwähnung reicht bis in das Jahr 1589. Die heutigen Mühlengebäude mit dem eingeschossigen Fachwerkbau mit Reetdach gehen auf das Jahr 1735 zurück. Anfang des 20. Jahrhunderts wurde die Mühle stillgelegt und verfiel. 1983 erwarb die Gemeinde Tholey die Johann-Adams-Mühle und restaurierte sie originalgetreu. In dem Hauptgebäude wurde ein Mühlenmuseum eingerichtet, der ehemalige Kleintierstall wird als Veranstaltungsort genutzt. Im ehemaligen Wohngebäude befindet sich eine Gaststätte. |      |

## Tholey
| Lage                             | Bezeichnung                                            | Beschreibung | Bild |
| -------------------------------- | ------------------------------------------------------ | --- | --- |
| Im Kloster/Metzer Straße Lage    | Ensemble Im Kloster/Metzer Straße                      | Das Denkmalensemble rund um die Abtei umfasst neben dem Kloster auch Wohn- und Geschäftshäuser, die im 18. und 19. Jahrhundert entstanden. | Das Denkmalensemble rund um die Abtei umfasst neben dem Kloster auch Wohn- und Geschäftshäuser, die im 18. und 19. Jahrhundert entstanden.                                    |
| Im Kloster/Metzer Straße Lage    | Ensemble Im Kloster/Metzer Straße                      | Im Kloster 1, Rathaus, Bürgerhaus (Ensemblebestandteil) | |
| Im Kloster/Metzer Straße Lage    | Ensemble Im Kloster/Metzer Straße                      | Im Kloster 3, Wohnhaus, um 1930 (Ensemblebestandteil) | |
| Im Kloster/Metzer Straße Lage    | Ensemble Im Kloster/Metzer Straße                      | Im Kloster 8, Wohnhaus, 19. Jh. (Ensemblebestandteil) | |
| Im Kloster/Metzer Straße Lage    | Ensemble Im Kloster/Metzer Straße                      | Im Kloster 10, Wohnhaus, 19. Jh. (Ensemblebestandteil) | |
| Im Kloster/Metzer Straße Lage    | Ensemble Im Kloster/Metzer Straße                      | Im Kloster 11, Benediktinerabtei St. Mauritius (Einzeldenkmal): Die Benediktinerabtei entstand, als der fränkische Adelige und Diakon des Bistums Verdun, Adalgisel Grimo 634 in seinem Testament bestimmte, dass seinen Besitz im Ort Tholey mitsamt dem dort von ihm errichteten "loca sanctorum" an das Bistum Verdun fallen sollte. Auf Bitten Adalgisel Grimos entsandte der Bischof von Trier Kleriker nach Tholey. Vermutlich noch im 7. Jahrhundert bildete sich an dieser Stelle eine Klostergemeinschaft nach den Regeln des Columban von Luxeuil. Um die Mitte des 8. Jahrhunderts kamen dann Benediktinermönche nach Tholey. 1794 wurde das Kloster durch französische Revolutionstruppen geplündert und im gleichen Jahr säkularisiert. 1798 wurden die Gebäude versteigert, 1806 wurden St. Mauritius als Pfarrkirche und Pfarrwohnung Eigentum der Gemeinde. Die Abtei wurde 1949 durch Papst Pius XII. wieder errichtet und 1950 von Mönchen aus der Benediktinerabtei St. Matthias in Trier besiedelt. Das Klostergelände mit zwei- und dreigeschossigen Bauten aus dem 18. Jahrhundert gruppiert sich um die dreischiffige gotische Abteikirche des 13. Jahrhunderts, die mehrfach erweitert wurde. | |
| Im Kloster/Metzer Straße Lage    | Ensemble Im Kloster/Metzer Straße                      | Im Kloster 12, Wohnhaus, 19. Jh. (Ensemblebestandteil) | |
| Im Kloster/Metzer Straße Lage    | Ensemble Im Kloster/Metzer Straße                      | Im Kloster 14, Wohnhaus, 19. Jh. (Ensemblebestandteil) | |
| Im Kloster/Metzer Straße Lage    | Ensemble Im Kloster/Metzer Straße                      | Im Kloster 19/21/23, Bäckerei (?), Küferei, Schmiede, Brauerei, 17./18. Jh. (Einzeldenkmal) | |
| Im Kloster/Metzer Straße Lage    | Ensemble Im Kloster/Metzer Straße                      | Im Kloster 23, Wohnhaus, 16. Jh. (Einzeldenkmal) | |
| Im Kloster/Metzer Straße Lage    | Ensemble Im Kloster/Metzer Straße                      | Im Kloster 25, Wohnhaus, 1971–72 (Ensemblebestandteil) | |
| Im Kloster/Metzer Straße Lage    | Ensemble Im Kloster/Metzer Straße                      | Im Kloster 27, Wohnhaus, 19. Jh. (Ensemblebestandteil) | |
| Im Kloster/Metzer Straße Lage    | Ensemble Im Kloster/Metzer Straße                      | Im Kloster 27a, Scheune, 19. Jh. (Ensemblebestandteil) | |
| Im Kloster/Metzer Straße Lage    | Ensemble Im Kloster/Metzer Straße                      | Im Kloster 29, Bauernhaus, 19. Jh. (Ensemblebestandteil) | |
| Im Kloster/Metzer Straße Lage    | Ensemble Im Kloster/Metzer Straße                      | Metzer Straße 1, Hotel Hubertus, Gaststätte, um 1900, Umbau 1920–30 (Ensemblebestandteil) | |
| Im Kloster/Metzer Straße Lage    | Ensemble Im Kloster/Metzer Straße                      | Metzer Straße 3, Wohn- und Geschäftshaus, um 1880 (Ensemblebestandteil) | |
| Im Kloster/Metzer Straße Lage    | Ensemble Im Kloster/Metzer Straße                      | Metzer Straße 5, Wohn- und Geschäftshaus, um 1880 (Ensemblebestandteil) | |
| Im Kloster/Metzer Straße Lage    | Ensemble Im Kloster/Metzer Straße                      | Metzer Straße 7/7a, Wohnhaus, um 1900 (Ensemblebestandteil) | |
| Im Kloster/Metzer Straße Lage    | Ensemble Im Kloster/Metzer Straße                      | Metzer Straße 9, Wohn- und Geschäftshaus, um 1880 (Ensemblebestandteil) | |
| Im Kloster/Metzer Straße Lage    | Ensemble Im Kloster/Metzer Straße                      | Metzer Straße 11, Bauernhaus, 19. Jh. (Ensemblebestandteil) | |
| Im Kloster/Metzer Straße Lage    | Ensemble Im Kloster/Metzer Straße                      | Metzer Straße 13, Wohnhaus, 19. Jh. (Ensemblebestandteil) | |
| Im Kloster/Metzer Straße Lage    | Ensemble Im Kloster/Metzer Straße                      | Metzer Straße 15, Wohnhaus, 1712 (Ensemblebestandteil) | |
| Im Kloster/Metzer Straße Lage    | Ensemble Im Kloster/Metzer Straße                      | Metzer Straße 17, Wohnhaus, 18. Jh. (Ensemblebestandteil) | |
| Im Kloster/Metzer Straße Lage    | Ensemble Im Kloster/Metzer Straße                      | Metzer Straße 19, Wohnhaus, 18. Jh. (Ensemblebestandteil) | |
| Im Kloster/Metzer Straße Lage    | Ensemble Im Kloster/Metzer Straße                      | Metzer Straße 21, Wohn- und Gasthaus, 18. Jh. (Ensemblebestandteil) | |
| Im Kloster/Metzer Straße Lage    | Ensemble Im Kloster/Metzer Straße                      | Metzer Straße 23, Gasthaus, 18. Jh. (Ensemblebestandteil) | |
| Im Matzenecken/Trier Straße Lage | Ensemble Trierer Straße                                | Das Denkmalensemble besteht überwiegend aus Wohnhäusern des 17. Jahrhunderts. | Das Denkmalensemble besteht überwiegend aus Wohnhäusern des 17. Jahrhunderts.                                                                                                 |
| Im Matzenecken/Trier Straße Lage | Ensemble Trierer Straße                                | Im Matzenecken 2, Wohnhaus, um 1860 (Ensemblebestandteil) | |
| Im Matzenecken/Trier Straße Lage | Ensemble Trierer Straße                                | Trierer Straße 3, Wohnhaus, 17. Jh. (Ensemblebestandteil) | |
| Im Matzenecken/Trier Straße Lage | Ensemble Trierer Straße                                | Trierer Straße 5, Wohnhaus, 17. Jh. (Ensemblebestandteil) | |
| Im Matzenecken/Trier Straße Lage | Ensemble Trierer Straße                                | Trierer Straße 7, Wohnhaus, 17. Jh. (Ensemblebestandteil) | |
| Im Matzenecken/Trier Straße Lage | Ensemble Trierer Straße                                | Trierer Straße 9, Beschehaus, Wohnhaus, 17. Jh. (Einzeldenkmal) | |
| Theleyer Straße Lage             | Ensemble Jüdischer Friedhof                            | Der jüdische Friedhof von Tholey wurde um 1800 angelegt und bis 1934 genutzt. Zwischen 1935 und 1940 wurde er verwüstet. Das älteste erhaltene Grab stammt aus dem Jahr 1846. | Der jüdische Friedhof von Tholey wurde um 1800 angelegt und bis 1934 genutzt. Zwischen 1935 und 1940 wurde er verwüstet. Das älteste erhaltene Grab stammt aus dem Jahr 1846. |
| Theleyer Straße Lage             | Ensemble Jüdischer Friedhof                            | Theleyer Straße | |
| Außerhalb der Ortslage           | Wegekreuz                                              | Errichtet 1736 | |
| Im Kloster                       | Säule, römisch, Wiederherstellung 1963 (Einzeldenkmal) | | |
| St. Wendeler Straße Lage         | Wegekreuz                                              | Errichtet im 18. Jahrhundert | |
| Schaumbergplateau                | Fragmente Wehrsystem                                   | | |
| Schaumbergweg                    | Wegekreuz                                              | Errichtet 1596 | |

## Überroth-Niederhofen
| Lage                | Bezeichnung | Beschreibung                 | Bild |
| ------------------- | ----------- | ---------------------------- | ---- |
| Hargartstraße Lage  | Wegekreuz   | Errichtet im 18. Jahrhundert |      |
| Zur Langheck 1 Lage | Bauernhaus  | Erbaut 1860                  |      |